# LOOM
Loom és un videojoc del tipus aventura gràfica llançat per la companyia LucasFilm Games (posteriorment anomenada LucasArts) l'any 1990. Fou el quart joc que utilitzà el motor SCUMM (Script Creation Utility for Maniac Mansion). El joc fou ideat per Brian Moriarti, que va ser un antic empleat d'Infocom i és el creador d'algunes aventures conversacionals com Wishbringer (1985), Trinity (1986) i Beyond Zork(1987).

## Història
En un món imaginari, on els gremis són l'essència mateixa de tot, Bobbin Threadbare, un jove que pertany al gremi dels teixidors, surt a la recerca de la seva gent, transformada en cignes. Al mateix temps, ha d'intentar salvar el món travessant territoris màgics i onírics.
El joc comença amb un personatge anomenat Bobbin Threadbare, un jove del gremi dels teixidors del qual mai no s'ha conegut cap mare. Aquest gremi viu aïllat de la resta del món en una illa per culpa de la por i el misteri que envolta tot allò relacionat amb la seva cultura i costums. Des de sempre se li va negar el coneixement de "teixir" encanteris, però Hetchel, que porta cuidant del protagonista des de petit, s'ha encarregat de la seva educació a l'esquena del consell d'ancians. Al començament del joc és el seu aniversari, i ha estat convocat a aquest consell.